# Fattah
Fattah (Perzisch: فتاح , “Overwinnaar”) is een Iraanse hypersonische ballistische grond-grondraket voor middellange afstand van de Iraanse Revolutionaire Garde die een kernwapen kan dragen en ontworpen is om door de luchtafweer van de IJzeren Koepel van Israël te breken en in zeven minuten Israël kan bereiken.

## Geschiedenis
Eind 2022 kondigde brigadegeneraal Amir Ali Hajizadeh van de Revolutionaire Garde aan dat de Fattah-1 was gebouwd. Volgens hem kan de raket door alle systemen van luchtafweer breken. Fattah-1 werd in juni 2023 getoond in aanwezigheid van president Ebrahim Raisi. In november 2023 meldde Iran dat de verbeterde Fattah-2 met een bereik van 2000 km gereed was.

## Inzet
Volgens The New York Times heeft Iran Fattah-1 naar Israël gelanceerd op 1 oktober 2024. Volgens Dr. Jeffrey Lewis hebben onderzoekers van het James Martin Center for Nonproliferation Studies (CNS) brokstukken van Fattah-1 geïdentificeerd na aanvallen in oktober en april 2024.
Iran zegt dat het op 18 juni 2025 een Fattah-1 naar Israël heeft gelanceerd.